# Майртупская джума-мечеть
Майртупская джума-мечеть имени Тамерлана Мусаева — главная пятничная мечеть селения Майртуп Курчалоевского района.

## История
По состоянию на 1883 год в селе Майртуп насчитывалось 7 мечетей, основанная главная джума-мечеть и 6 квартальных.
В 2019 году в селении Майртуп была заложена мечеть имени Тамерлана Мусаева, строительство которой завершилось в ноябре 2020 года. Мечеть открылась 20 ноября 2020 года, на торжественное открытие мечети собрались жители села, приехали главные официальные лица ЧР, перед собравшимися выступил Глава Чеченской Республики Р. А. Кадыров.
После открытия руководитель региона вместе с соратниками и местными жителями совершил первый джума-намаз в стенах нового храма.
Мечеть носит имя бывшего начальника Шалинского ОМВД РФ Тамерлана Мусаева, который в июле 2019 года погиб в результате ДТП в Ростовской области.
Она расположена на улице названой в честь его старшего брата капитана полиции Тимура Мусаева, погибшего в мае 2009 году при исполнении служебных обязанностей.

## Архитектура
Двухэтажное здание мечети украшают центральный большой купол и малые полукупола. Фасад мечети украшает летняя галерея. Внутренние стены мечети отделаны мрамором — травертином, а интерьер храма обильно декорирован белым мрамором, который добывают на острове Мармара Адасы в Мраморном море (Турецкая провинция Балыкесир).
Помимо основного яруса внутри располагается большой балкон П — образной формы на уровне второго этажа здания и подвальное помещение. Внутри проведена художественная отделка стен и потолков в бухарском стиле. По углам здания возвышаются четыре 45 метровых минарета, они имеют по два балкона для совершения азана. Общая площадь мечети составляет 3000 квадратных метров. Одновременно мечеть вместе с прилегающей территорией может вместить до 5000 тысяч верующих. Центральный входной портал мечети оформлен надписью с изречением А. Х. Кадырова.

## Галерея

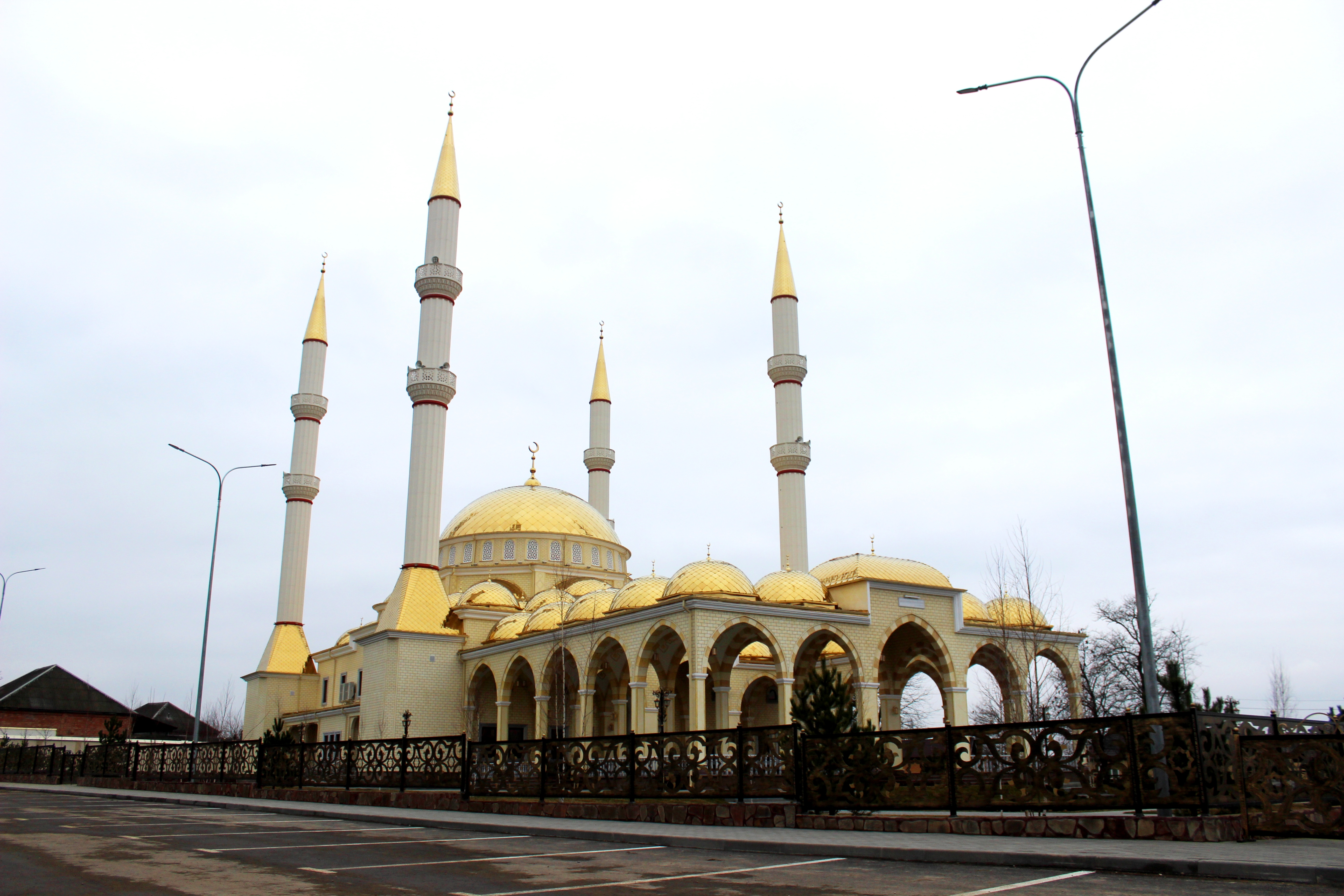
Вид основного портала
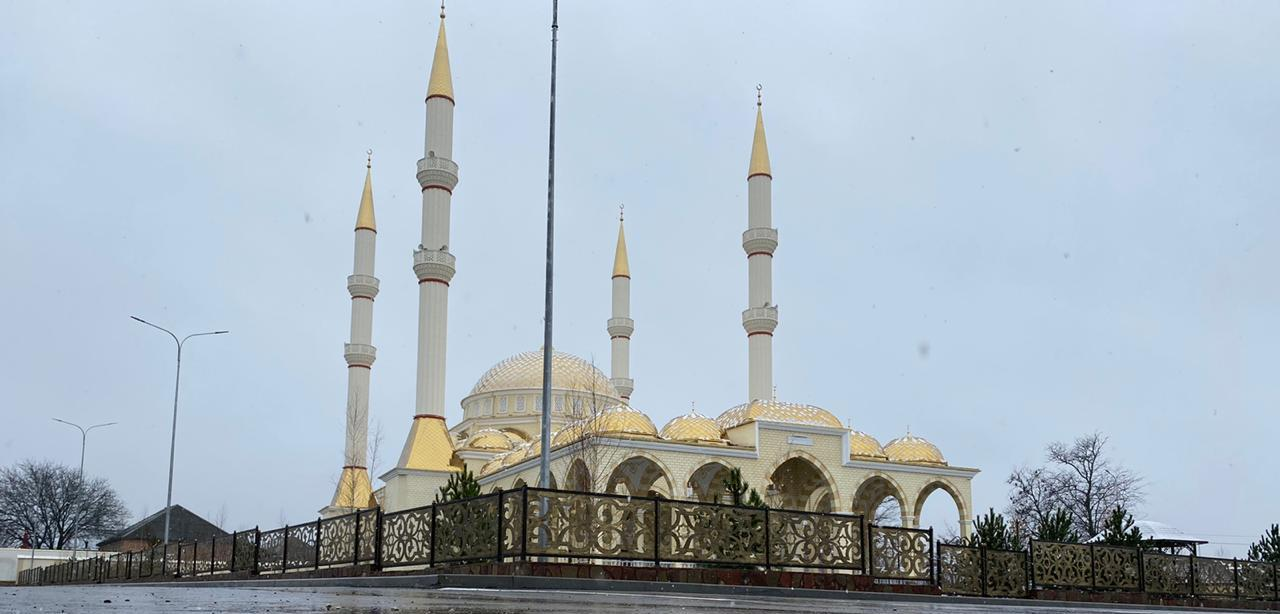
Пятничная мечеть
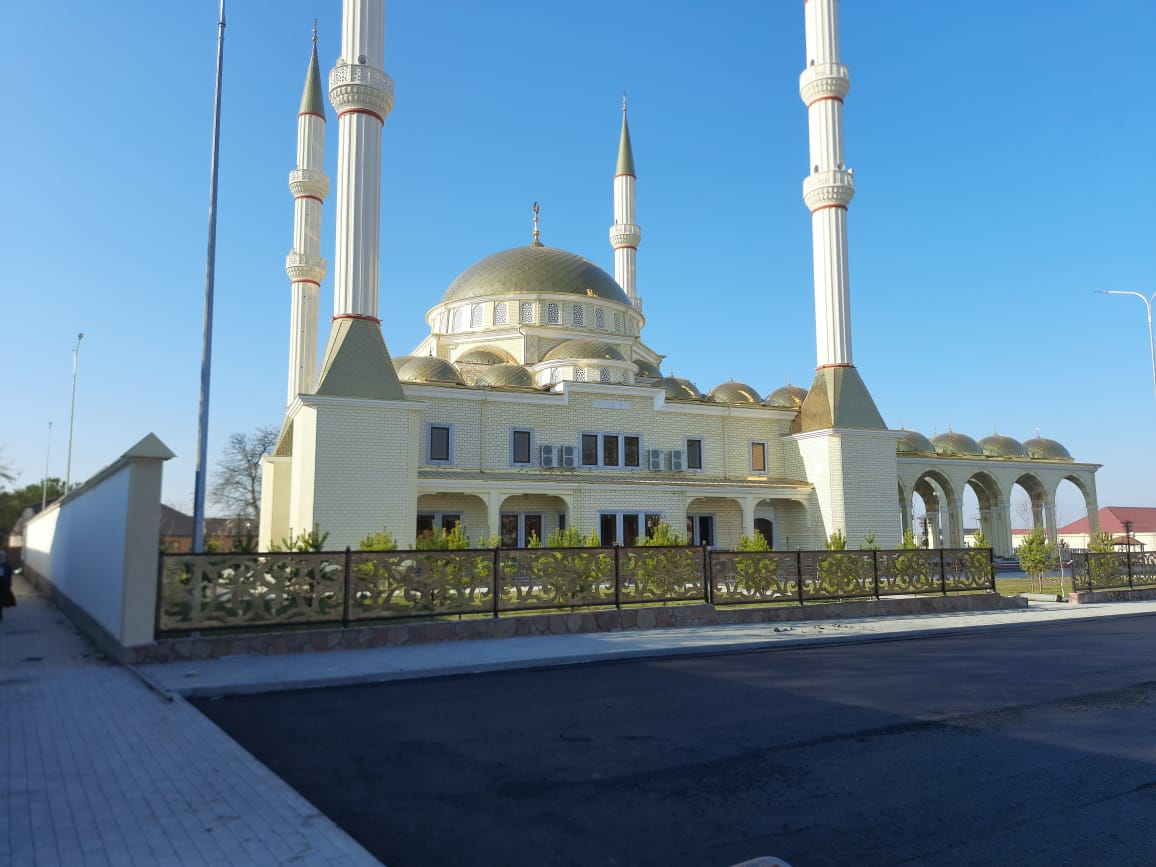
Общий вид
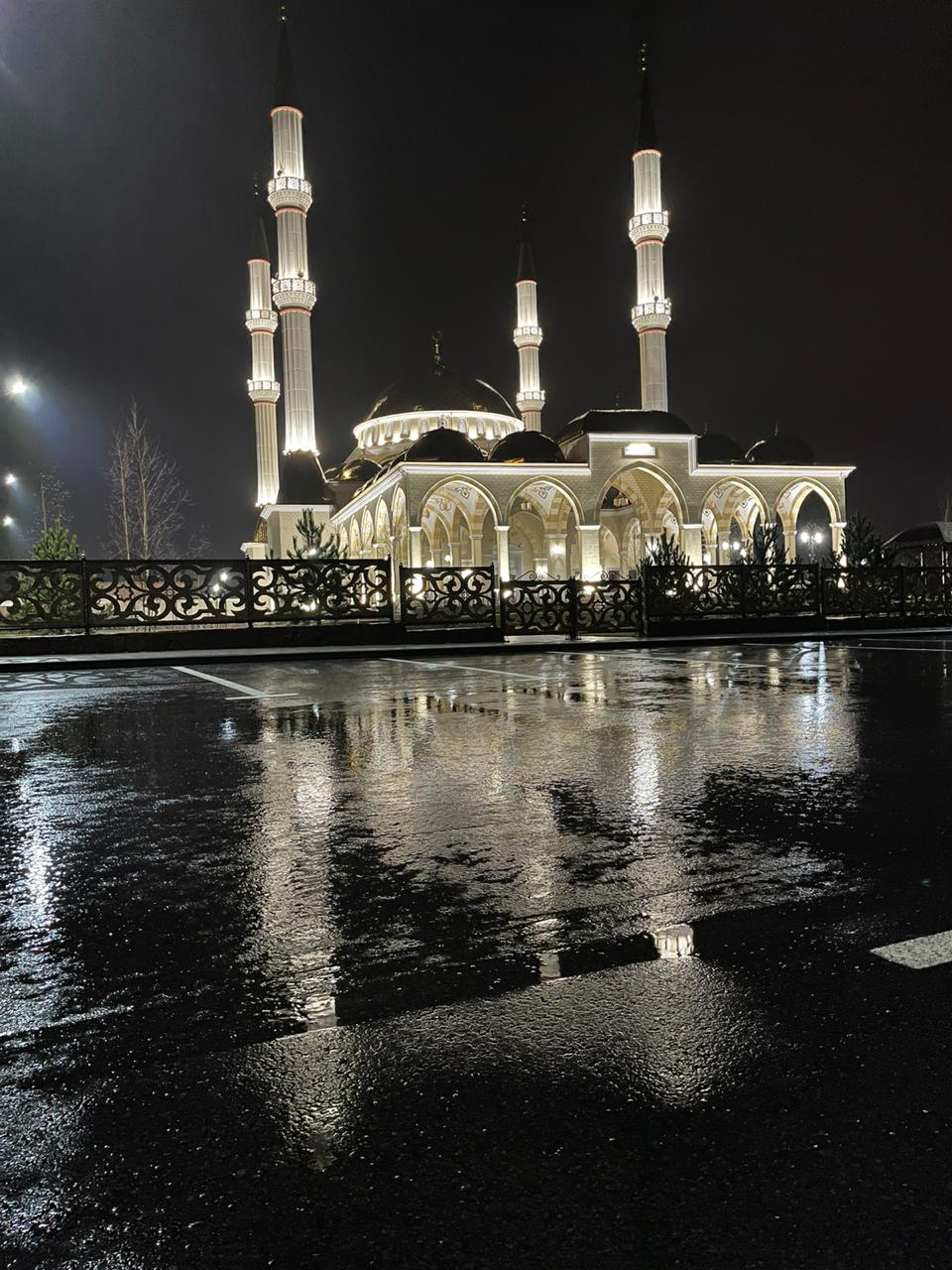
Подсветка здания
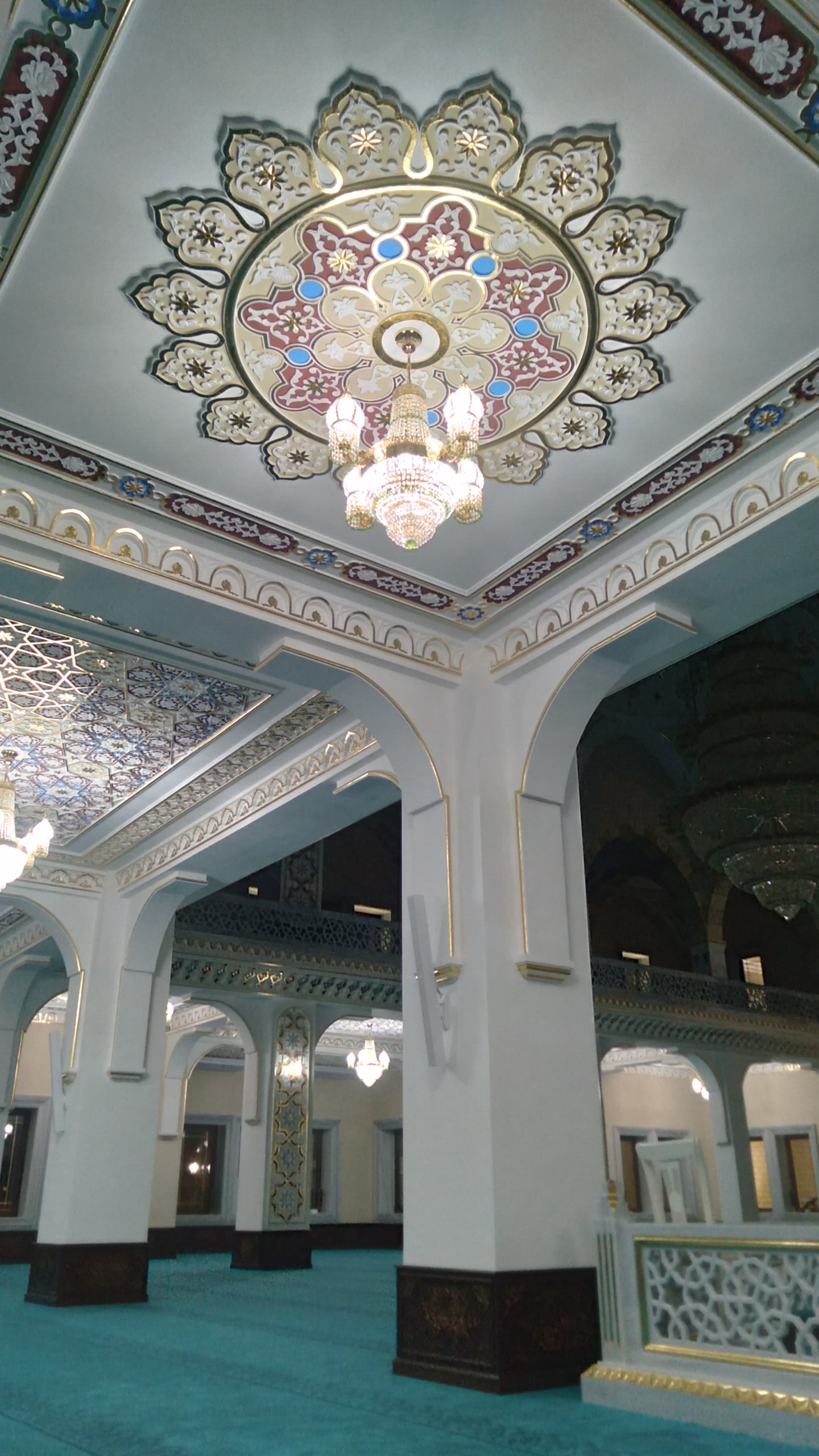
Художественная роспись в мечети
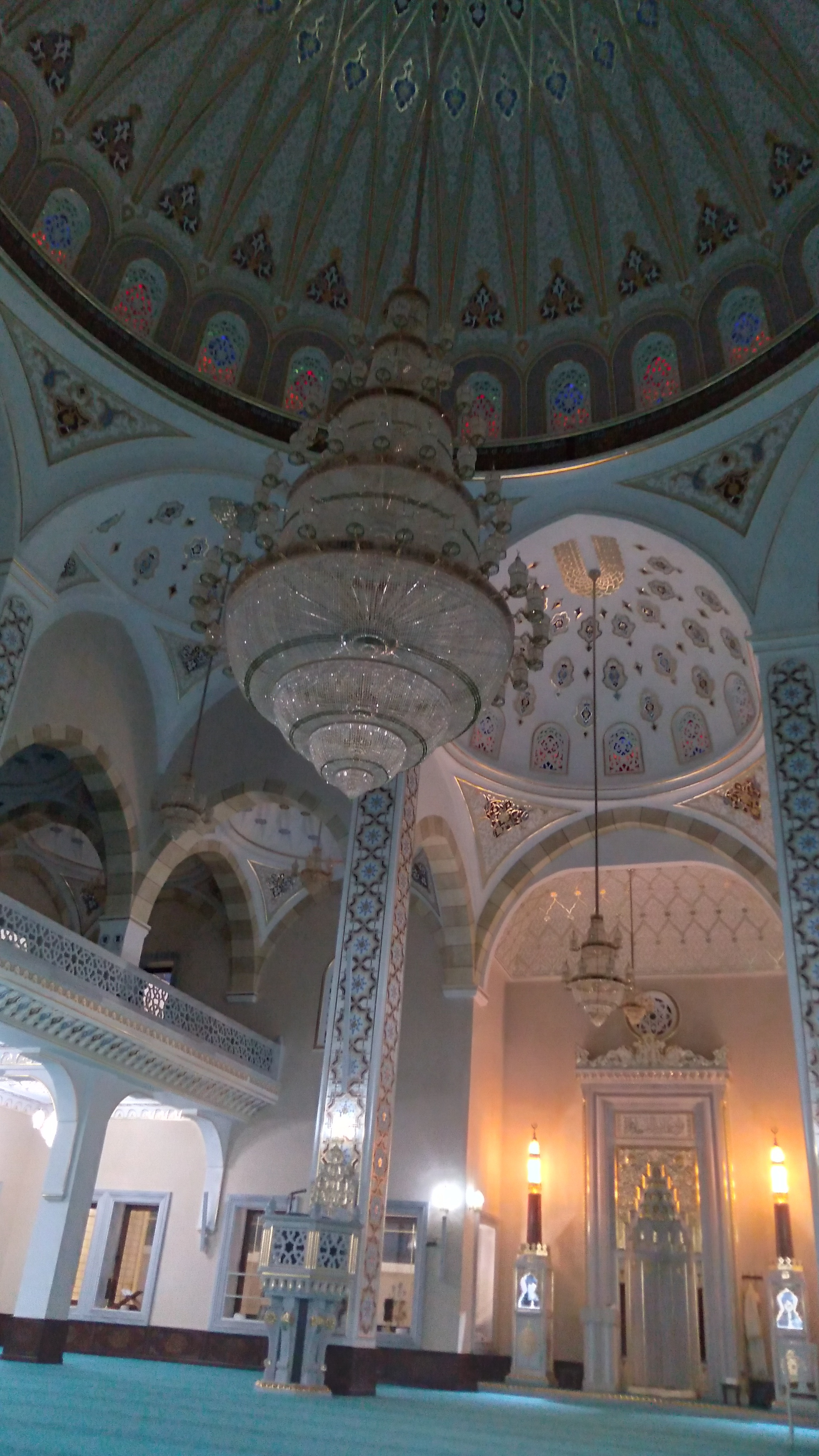
Вид верхней части центрального зала